# S/2025 U 1
S/2025 U 1 est l'un des plus petits satellites naturels d'Uranus, avec un diamètre estimé d'entre 8 et 10 km. Il orbite à environ 56 250 km du centre d'Uranus, entre les orbites d'Ophélie et de Bianca, avec une période de révolution de 9,6 heures. Sa découverte est révélée le 19 août 2025, par une équipe d'astronomes dirigée par Maryame El Moutamid, qui a trouvé la lune dans des images NIRCam du télescope spatial James Webb prises le 2 février 2025. En raison de sa petite taille, il apparaît avec une extrêmement faible luminosité, avec une magnitude apparente dans le proche infrarouge (bande H) de 25,5, trop faible pour être vu par le télescope spatial Hubble ou la sonde Voyager 2.

## Découverte

Animation des 10 images prises par le télescope spatial James Webb, avec S/2025 U 1 entouré.

S/2025 U 1 est découvert par l'équipe menée par Maryame El Moutamid (eu) (du Southwest Research Institute, SwRI) et Matthew Tiscareno (du Search for Extra-Terrestrial Intelligence) et composée également de Matthew M. Hedman (de l'université de l'Idaho), Jack J. Lissauer (du Ames Research Center), Edward Mischel Molter (de l'université de Californie à Berkeley), Mark R. Showalter (du Search for Extra-Terrestrial Intelligence), Damya Souami (de l'Observatoire de Paris) et Imke de Pater (en) (de l'université de Californie à Berkeley) dans le cadre du programme d'observation 6379 du télescope spatial James-Webb. Leur mission consiste à étudier la structure et la dynamique des anneaux et des satellites intérieurs d'Uranus.
S/2025 U 1 est repéré grâce à une série de 10 images, avec un temps de pose de 40 minutes chacune, prises entre 1 h 5 UTC et 6 h 54 UTC le 2 février 2025, par la caméra proche infrarouge NIRCam. En raison des différences importantes de luminosité, les dix images sont composées de trois traitements différents des données, permettant à l'observateur d'observer les détails de l'atmosphère planétaire, des anneaux environnants et des lunes en orbite. Les données sont prises avec le filtre à large bande F150W2 de la NIRCam, qui transmet les longueurs d'onde infrarouges d'environ 1,0 à 2,4 micromètres. La découverte est annoncée le 19 août 2025, en faisant le vingt-neuvième satellite naturel connu d'Uranus.

## Orbite
S/2025 U 1 est la quatorzième lune intérieure connue d'Uranus, c'est-à-dire dont l'orbite est à l'intérieur de celle de Miranda. S/2025 U 1 suit une orbite presque circulaire autour du plan équatorial d'Uranus, à une distance de 56 250 ± 250 km du centre de la planète et avec une période de révolution de 0,402 jour (9,6 heures). Il s'agit du troisième satellite le plus proche d'Uranus, derrière Cordélia et Ophélie. Selon Maryame El Moutamid, l'orbite presque circulaire de S/2025 U 1 suggère qu'il s'est formé près de son emplacement actuel.